# Mustafa Kučuković
Mustafa Kučuković, né le 5 novembre 1986 à Bosanski Novi (auj. Novi Grad) en Yougoslavie, aujourd'hui en Bosnie-Herzégovine, est un footballeur allemand d'origine bosnienne. Son poste de prédilection est attaquant.

## Biographie
Il s'engage le 30 janvier 2009 avec le Grenoble Foot. À l'amiable avec le club, il résilie son contrat le 31 mars 2010.
Il signe en septembre 2010 en faveur du club danois de SønderjyskE.

## Palmarès
Hambourg SV
- Vainqueur de la Coupe Intertoto (1) : 2005